# 放卫星
放卫星，指的是中國从1958年开始的在大跃进中的一场急于求成的「社会主义建设运动」。在大跃进中各地浮夸风盛行，虚报夸大宣传粮食产量，这些上报虚假“小麦卫星”、“水稻卫星”、“包谷卫星”、“烤烟卫星”等在各行各业中发生的类似行为统称为“放卫星”。现在泛指不切实际、说大话、夸大声势。

## 事件介绍

### 名称由来
1957年10月4日，苏联成功发射了第一颗人造卫星斯普特尼克1号。

### 主要过程
1958年，国家计委提出“二五计划”所要达到的主要指标：工业总产值平均每年增长速度为53%左右，农业生产总值平均每年增长速度为30%左右。

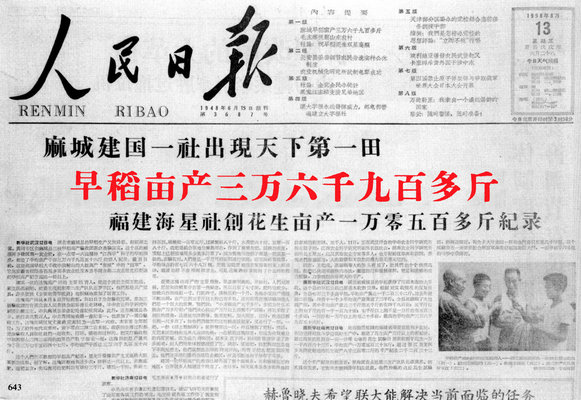
人民日報有關湖北麻城創出早稻畝產36956斤記錄的報導

1958年6月8日，《人民日报》登载了“河南省遂平县卫星农业社5亩小麦平均亩产达到2105斤”的浮夸报道，成为了大跃进运动放出第一颗亩产卫星。
经过《人民日报》等媒体大张旗鼓的宣传，政府组织的现场观摩，各地群众欢欣鼓舞地效仿，在随后各地掀起了陆续放出小麦亩产卫星的高潮，虚报数字逐渐增大，例如：8月13日，新华社报道了湖北省麻城县溪建园一社出现“天下第一田”的事蹟，该社早稻亩产达到了36900斤。随后，各大广播、报纸、杂志的相关报道宣传也进入了新的高潮，中央新闻纪录电影制片厂还拍摄了《沸腾的广西》、《丰收曲》将各地高产的新闻传播到全国各地。“人有多大胆，地有多大产。”“只要我们需要，要生产多少就可以生产多少粮食出来。”等错误口号也流行开来。
截至放卫星的尾声阶段9月25日左右，小麦亩产最高数是青海柴达木盆地赛什克农场第一生产队的8586斤，稻谷亩产最高数为广西环江县红旗人民公社130435斤。

### 后续影响
干部为个人利益虚报产量，导致整个社会「浮夸风」盛行，社会生产脱离实际。